# Amagama
Amagama è un album in studio de Gli Avvoltoi pubblicato dalla Go Down Records nel 2014.

## Tracce
1. Storia di una notte (Lambertini, Bagnoli)
2. Solo un nome (Lambertini, Bagnoli, Lambertini)
3. Eh eh ah ah (Simonelli)
4. Come puoi (Lambertini, Petrosino)
5. Uomini fantastici (Lambertini, Bagnoli)
6. Isabel – 3:32 (Lambertini, Bagnoli)
7. Federica – 2:18 (Bagnoli, Grilli)
8. Quando sarai tu – 4:10 (Lambertini, Petrosino)

Tracce bonus (versione CD)
1. Un figlio dei fiori non pensa al domani (Guccini-Davies)

## Formazione
- Moreno Spirogi - voce
- Dome La Muerte - chitarra
- Nicola Bagnoli - organo, pianoforte e sintetizzatore
- Michele Rizzoli - basso
- Marco "Buddy Cich" Gualandra - batteria